# Andrea Negri
Andrea Negri (Lecco, 29 giugno 1988) è un cestista italiano.
Dopo la vittoria del titolo nazionale dello Streetball Italian Tour 2013 con gli Spruzzolo, ha vinto due scudetti 3×3 (circuito FISB Streetball) nel 2016 con Pavia e nel 2018 con Cremona.
Ha disputato 21 partite con la Nazionale Italiana 3×3, partecipando al campionato mondiale 3×3 del 2016.